# 黄喜

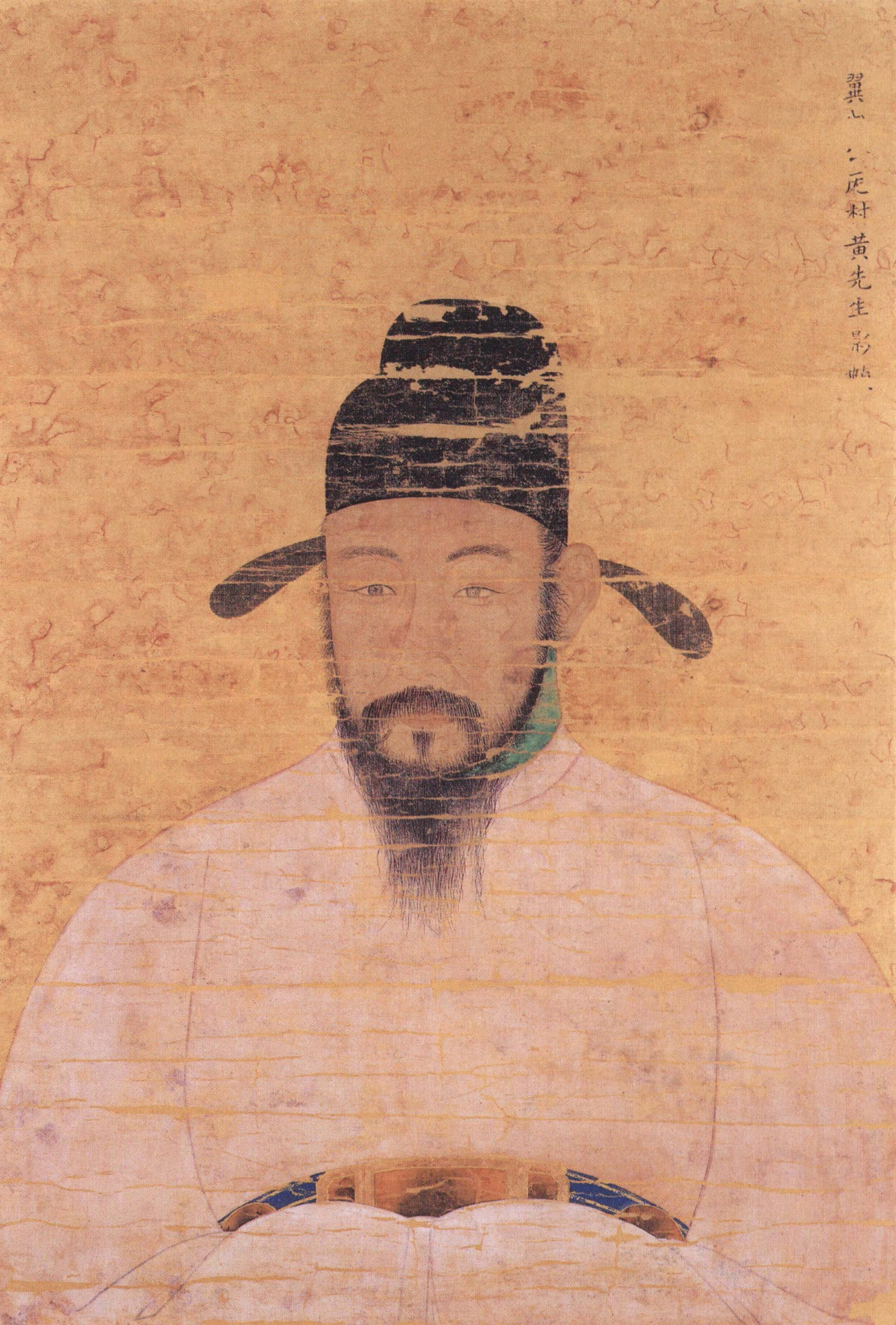
黄喜

黄 喜（ファン・ヒ、こう き、至正23年（1363年）- 景泰3年（1452年））は、李氏朝鮮初期の政治家。本貫は長水黄氏。諡号は益成。世宗時代の名宰相として知られる。

## 経歴
1363年に、高麗の判江陵大都護府使であった黄君瑞の息子として、開京の可助里に生まれる。
1389年に科挙に合格し、官吏として道を歩む。しかし、1392年に李成桂によって高麗王朝が滅ぼされ李氏朝鮮が開国されると、新王朝への出仕を拒否し、同志と共に杜門洞に蟄居したが、李成桂や杜門洞の同志の説得により、新王朝に出仕する。その後は直芸文春秋館、司憲監察、刑曹、礼曹、兵曹等の職を歴任する。
しかし、1417年に第3代王の太宗が長男の譲寧大君から王世子の資格を剥奪し、三男の忠寧大君（世宗）を王世子にするとこれに異を唱え、太宗の怒りを買い配流となる。その後、1418年に即位した世宗により、再び官職に登用される。その後は、官職最高位の領議政を1431年から歴代最長となる18年間務め、世宗を補佐する。また、清廉潔白な清白吏としても知られる。1449年に職を辞し、その3年後に死去。享年92（数え年）。

## 黄喜を演じた人物
- 「龍の涙」（1996年、KBS）演：パク・チンソン
- 「大王世宗」（2008年、KBS）演：キム・ガプス
- 「根の深い木」（2011年、SBS）演：チョン・ソンファン
- 「私は王である！」（2012年）演：ペク・ユンシク